# 芬德尔斯
芬德尔斯是奥地利蒂罗尔州兰德克县的一个市镇。总面积13.48平方公里，总人口265人，人口密度19.7人/平方公里（2005年）。